# Sky Blue Sky
Sky Blue Sky is het zesde album van de band Wilco en verscheen in mei 2007 bij Nonesuch records. Het werd opgenomen in The Loft, de eigen studio van de groep in Chicago.
Na het live-album Kicking Television uit 2005 is dit het eerste studioalbum van de huidige bezetting van de groep. Deze plaat wordt gedomineerd door het gitaarspel van Jeff Tweedy en Nels Cline en de liedjes kennen eenvoudiger arrangementen dan liedjes op vorige studioalbums als Yankee Hotel Foxtrot en A Ghost Is Born. 
De luisteraars van het radioprogramma American Connection zetten het album op nummer 7 van de Americana Album Top 25 van 2007.

## Tracklisting
1. "Either Way" (Tweedy) – 3:05
2. "You Are My Face" (Tweedy, Cline) – 4:38
3. "Impossible Germany" (Tweedy, Wilco) – 5:57
4. "Sky Blue Sky" (Tweedy) – 3:23
5. "Side with the Seeds" (Tweedy, Jorgensen) – 4:15
6. "Shake It Off" (Tweedy) – 5:40
7. "Please Be Patient with Me" (Tweedy) – 3:17
8. "Hate It Here" (Tweedy, Wilco) – 4:31
9. "Leave Me (Like You Found Me)" (Tweedy) – 4:09
10. "Walken" (Tweedy, Wilco) – 4:26
11. "What Light" (Tweedy) – 3:35
12. "On and On and On" (Tweedy, Wilco) – 4:00